# Мария Теодора
Мария Теодора или Теодора Драгаш е най-голямото дете на деспот Деян и Владислава. Принадлежи на династията Драгаши (Деяновичи). 
Теодора има трима братя - Йоан Драгаш, Димитър Драгаш и Константин Драгаш. Омъжена е за зетският владетел Жарко, който притежава поземлени владения около устието на река Бояна. След смъртта на Жарко Теодора се омъжва повторно за Джурадж I Балшич, а синът й Мъркоша Жаркович се жени за Ружица Балшич, дъщеря на Балша II и последна владетелка на Княжество Валона. 

## Семейство
Теодора Драгаш има два брака. Първият е със зетският владетел Жарко от който имат един син:
- Мъркоша Жаркович, женен за Ружица Балшич, владетелка на Валона

Вторият брак на Теодора е с Джурадж I Балшич. От него имат две деца:
- Евдокия († след 1409), омъжена за Иса̀в де Бунделмо̀нти, деспот на Янина
- Константин Балшич († 1402), управител на Круя.